# Yankee Hill
Yankee Hill – jednostka osadnicza w Stanach Zjednoczonych, w stanie Kalifornia, w hrabstwie Butte.